# Ханс Адолф Кребс
Ханс Адолф Кребс (Хилдесхајм, 25. август 1900 — Оксфорд, 22. новембар 1981) је био британски лекар и биохемичар рођен у Немачкој. Кребс је најпознатији по идентификацији два важна метаболичка циклуса: циклус уреје и циклус лимунске киселине. Други, који представља кључни низ метаболичких хемијских реакција које производе енергију у ћелијама, такође је познат и као Кребсов циклус и он му је донео Нобелову награду 1953. године.

## Биографија

### Почеци
Кребс је рођен у Хилдесхајму, Немачка, као син Георга Кребса, хирурга оториноларингологије, и Алме Давидсон. Похађао је школу у Хилдесхајму и студирао је медицину на Универзитету у Гетингену и Универзитету у Фрајбургу од 1918. до 1923. године. Докторирао је на Универзитету у Хамбургу 1925. године, а онда је студирао хемију годину дана у Берлину, где је касније постао асистент Ота Варбурга на Кајзер Вилхелм институту за биологију до 1930. године.

### Каријера
Кребс се вратио клиничкој медицини у окружној болници у Хамбургу, а онда у медицинској клиници Универзитета у Фрајбургу, где је вршио истраживања и открио циклус уреје. Пошто је био Јеврејин, било му је забрањено да се бави медицином, па је емигрирао у Енглеску 1933. године. Позван је на Кембриџ, где је радио на катедри за биохемију код Фредерика Гауланда Хопкинса (1861–1947). Кребс је постао професор биохемије на Универзитету у Шефилду 1945. године.
Кребсово поље интересовања је био посреднички метаболизам. Открио је циклус уреје 1932. године и циклус лимунске киселине 1937. године.
Године 1953, добио је Нобелову награду за физиологију за своје „откриће циклуса лимунске киселине." Постао је витез 1958. године.
Изабран је за почасног члана Гиртон колеџа, Универзитет Кембриџ 1979. године. Кребс је умро у Оксфорду, Енглеска, 1981. године.

### Приватни живот
Кребс се оженио 1938. године за Маргарет Сисли Филдхаус, са којом је имао троје деце: синове Јохана и Паула и ћерку Хелен. Умро је у Оксфорду у 81. години живота.